# Antiphula
Antiphula là một chi bọ cánh cứng trong họ Chrysomelidae.
Chi này được Jacoby miêu tả khoa học năm 1892.

## Các loài
Các loài trong chi này gồm:
- Antiphula discalis Medvedev, 2001
- Antiphula pallida Medvedev, 2001
- Antiphula semifulva Jacoby, 1892